# Policía Militar del Estado de Río de Janeiro
La Policía Militar del Estado de Río de Janeiro (PMERJ) tiene como función principal el patrullaje y la preservación del orden público en el estado de Río de Janeiro, siendo una de las fuerzas militares de este estado brasileño.
A efectos de organización y empleo en situaciones de guerra, es una fuerza auxiliar y de reserva del Ejército Brasileño, al igual que sus fuerzas hermanas, y forma parte del "Sistema de Segurança Pública e Defesa Social" brasileño. Está subordinada al gobierno del estado de Río de Janeiro como Secretaría de Estado de la Policía Militar (SEPM). Sus miembros se denominan militares de Estado (artículo 42 de la Constitución Brasileña), al igual que los miembros del Cuerpo de Bomberos Militares del Estado de Río de Janeiro (CBMERJ).
Según datos del 9º Anuario de Seguridad Pública, publicado por el Foro Brasileño de Seguridad Pública (FBSP) en octubre de 2015, las fuerzas policiales de Río de Janeiro son las más letales de Brasil. Al mismo tiempo, la Fundación Getulio Vargas clasificó a Río de Janeiro como el estado de la federación donde más policías mueren.